# Antoni Szymanowski
Antoni Szymanowski (* 13. ledna 1951, Tomaszów Mazowiecki) je bývalý polský fotbalista, obránce.

## Fotbalová kariéra
Hrál v polské nejvyšší soutěži za Wislu Krakov, se kterou získal v roce 1978 ligový titul, a za Gwardii Varšava. Dále hrál v belgické lize za Club Brugge KV. V Poháru UEFA nastoupil ve 4 utkáních. Za polskou reprezentaci nastoupil v letech 1970–1980 v 82 utkáních a dal 1 gól, na Mistrovství světa ve fotbale 1974, kde Polsko získalo bronzové medaile za 3. místo, nastoupil ve všech 7 utkáních. Na Mistrovství světa ve fotbale 1978 nastoupil za Polsko ve všech 6 utkách. V roce 1972 byl členem vítězného polského týmu na olympiádě 1972, nastoupil v 6 utkáních. V roce 1976 byl členem stříbrného polského týmu na olympiádě 1976, nastoupil v 5 utkáních. 

## Ligová bilance
| Ročník                   | Zápasy | Góly | Klub            |
| ------------------------ | ------ | ---- | --------------- |
| Ekstraklasa 1968/69      | 6      | 0    | Wisla Krakov    |
| Ekstraklasa 1969/70      | 25     | 0    | Wisla Krakov    |
| Ekstraklasa 1970/71      | 12     | 0    | Gwardia Varšava |
| Ekstraklasa 19710/72     | 12     | 0    | Gwardia Varšava |
| Ekstraklasa 1972/73      | 21     | 0    | Wisla Krakov    |
| Ekstraklasa 1973/74      | 22     | 0    | Wisla Krakov    |
| Ekstraklasa 1974/75      | 28     | 0    | Wisla Krakov    |
| Ekstraklasa 1975/76      | 30     | 0    | Wisla Krakov    |
| Ekstraklasa 1976/77      | 24     | 0    | Wisla Krakov    |
| Ekstraklasa 1977/78      | 20     | 0    | Wisla Krakov    |
| Ekstraklasa 1978/79      | 17     | 0    | Gwardia Varšava |
| 2. polská liga 1979/80   | 14     | 0    | Gwardia Varšava |
| 2. polská liga 1980/81   | 8      | 0    | Gwardia Varšava |
| 1. belgická liga 1981/82 | 17     | 0    | Club Brugge KV  |
| 1. belgická liga 1982/83 | 29     | 0    | Club Brugge KV  |
| 1. belgická liga 1983/84 | 5      | 0    | Club Brugge KV  |
| CELKEM 1. liga           | 268    | 0    |                 |